# گورستان پراکنده دیزجقربان
گورستان پراکنده دیزجقربان مربوط به دوره اشکانیان است و در شهرستان مرند، بخش مرکزی، دهستان هرزندات، ورودی روستای دیزجقربان واقع شده و این اثر در تاریخ ۲۷ اسفند ۱۳۸۶ با شمارهٔ ثبت ۲۲۲۸۷ به‌عنوان یکی از آثار ملی ایران به ثبت رسیده‌است.